# Episodi di Home Before Dark (prima stagione)
La prima stagione della serie televisiva Home Before Dark è stata distribuita dal 3 aprile al 22 maggio 2020 sulla piattaforma di video on demand Apple TV+, in tutti i paesi in cui il servizio è disponibile.
| nº | Titolo originale         | Titolo italiano            | Pubblicazione  |
| -- | ------------------------ | -------------------------- | -------------- |
| 1  | Magic Hour               | L'ora magica               | 3 aprile 2020  |
| 2  | Never Be the Same        | Mai più lo stesso          | 3 aprile 2020  |
| 3  | Sting Like a Bee         | Pungi come una vespa       | 3 aprile 2020  |
| 4  | The Bird, Man            | Birdman                    | 10 aprile 2020 |
| 5  | The Green Bike           | La bicicletta verde        | 17 aprile 2020 |
| 6  | 88 Miles an Hour         | 88 miglia all'ora          | 24 aprile 2020 |
| 7  | Search Party             | Squadra di ricerca         | 1º maggio 2020 |
| 8  | The Future Is Female     | Il futuro è femmina        | 8 maggio 2020  |
| 9  | Superhero Monster Slayer | Assassino Mostro Supereroe | 15 maggio 2020 |
| 10 | Bigger Than All of Us    | Più grande di tutti noi    | 22 maggio 2020 |

## L'ora magica
- Titolo originale: Magic Hour
- Diretto da: Jon M. Chu
- Scritto da: Dana Fox e Dara Resnik

### Trama
- Durata: 56 minuti

## Mai più lo stesso
- Titolo originale: Never Be the Same
- Diretto da: Jon M. Chu
- Scritto da: Garrett Lerner

### Trama
- Durata: 53 minuti

## Pungi come una vespa
- Titolo originale: Sting Like a Bee
- Diretto da: Rosemary Rodriguez
- Scritto da: Ann Cherkis

### Trama
- Durata: 45 minuti

## Birdman
- Titolo originale: The Bird, Man
- Diretto da: Rosemary Rodriguez
- Scritto da: Carla Ching

### Trama
- Durata: 43 minuti

## La bicicletta verde
- Titolo originale: The Green Bike
- Diretto da: Kat Candler
- Scritto da: Joe Hortua

### Trama
- Durata: 49 minuti

## 88 miglia all'ora
- Titolo originale: 88 Miles an Hour
- Diretto da: Kat Candler
- Scritto da: Lucas O'Connor

### Trama
- Durata: 59 minuti

## Squadra di ricerca
- Titolo originale: Search Party
- Diretto da: Jim McKay
- Scritto da: Thembi L. Banks

### Trama
- Durata: 43 minuti

## Il futuro è femmina
- Titolo originale: The Future Is Female
- Diretto da: Jim McKay
- Scritto da: Hillary Cunin

### Trama
- Durata: 44 minuti

## Assassino Mostro Supereroe
- Titolo originale: Superhero Monster Slayer
- Diretto da: Kate Woods
- Scritto da: Dana Fox e Dara Resnik

### Trama
- Durata: 49 minuti

## Più grande di tutti noi
- Titolo originale: Bigger Than All of Us
- Diretto da: Rosemary Rodriguez
- Scritto da: Russel Friend

### Trama
- Durata: 45 minuti